# Andrásfa
Andrásfa je maďarská obec ležící v okrese Vasvár v župě Vas. Nachází nedaleko hlavní silnice, železnice a řeky, okresní město Vasvár leží 10 km severně. Žije zde 236 obyvatel.
Vesnice existovala pravděpodobně již za časů Arpádovců, první písemná zmínka pochází z roku 1404.
Obyvatelé se zabývají vinařstvím. Nachází se zde barokní římskokatolický kostel z roku 1732.